# Liste der belarussischen Außenminister
Diese Liste der belarussischen Außenminister listet alle weißrussischen bzw. belarussischen Außenminister seit 1918 auf.

## Weißrussische Volksrepublik(1918–1920)
| Antritt          | Abgang           | Außenminister     | Leben     | Partei                               | Regierung |
| ---------------- | ---------------- | ----------------- | --------- | ------------------------------------ | --------- |
| 20. Februar 1918 | 9. Juli 1918     | Jasep Waronka     | 1891–1952 | Belarussische Sozialistische Hramada |           |
| 11. Oktober 1918 | 28. Februar 1920 | Anton Luzkewitsch | 1884–1942 | Belarussische Sozialistische Hramada |           |

## Weißrussische Sozialistische Sowjetrepublik(1944–1990)
| Antritt       | Abgang        | Außenminister       | Leben     | Partei                                | Regierung |
| ------------- | ------------- | ------------------- | --------- | ------------------------------------- | --------- |
| 30. März 1944 | 14. Mai 1966  | Kusma Kissjaljou    | 1903–1977 | Kommunistische Partei der Sowjetunion |           |
| 14. Mai 1966  | 17. Juli 1990 | Anatol Hurynowitsch | 1924–1999 | Kommunistische Partei der Sowjetunion |           |

## Belarus (seit 1990)
| Antritt           | Abgang                | Außenminister       | Leben     | Partei                                | Regierung |
| ----------------- | --------------------- | ------------------- | --------- | ------------------------------------- | --------- |
| 27. Juli 1990     | 28. Juli 1994         | Pjatro Krautschanka | * 1950    | Kommunistische Partei der Sowjetunion |           |
| 28. Juli 1994     | 13. Januar 1997       | Uladsimir Sjanko    | * 1946    |                                       |           |
| 13. Januar 1997   | 4. Dezember 1998      | Iwan Antanowitsch   | * 1937    |                                       |           |
| 4. Dezember 1998  | 27. November 2000     | Ural Latipou        | * 1951    |                                       |           |
| 27. November 2000 | 21. März 2003         | Michail Chwastou    | * 1949    |                                       |           |
| 21. März 2003     | 20. August 2012       | Sjarhej Martynau    | * 1953    |                                       |           |
| 20. August 2012   | 26. November 2022 (†) | Uladsimir Makej     | 1958–2022 |                                       |           |
| 13. Dezember 2022 | 27. Juni 2024         | Sjarhej Alejnik     | * 1965    |                                       |           |
| 27. Juni 2024     |                       | Maxim Ryschenkow    | * 1972    |                                       |           |